# Marcha de las Carolinas
La marcha de las Carolinas fue una manifestación ocurrida en Barcelona el 9 de enero de 1933 por un grupo de travestis en la cual se desplazaron por el centro de la ciudad hasta una vespasiana que había sido destruida, y que es reivindicada como la primera manifestación LGBT de España.

## Historia
Las vespasianas, urinarios públicos para hombres, estaban instaladas en distintos sectores de Barcelona durante inicios del siglo XX y eran punto frecuente de encuentros casuales entre homosexuales. Entre quienes se encontraban en dichas vespasianas estaban «las Carolinas», un grupo de travestis que frecuentaban El Raval, entonces conocido también como el «Barrio Chino».
El escritor francés Jean Genet, que vivía en Barcelona a inicios de los años 1930, describe con detalle el evento en su libro Diario del ladrón, donde señala que durante las revueltas anarquistas ocurridas en la ciudad en 1933, una bomba colocada en una vespasiana ubicada frente a las Atarazanas destrozó dicho urinario. Producto de ello, las Carolinas organizaron una marcha que se inició a las 8:00 del 9 de enero de 1933 en la Avenida del Paralelo para continuar por el Carrer de Sant Pau, llegando a La Rambla por donde descendieron hasta el monumento a Colón, virando hacia la derecha pasando por el puerto y los cuarteles militares hasta llegar al punto donde se encontraban las ruinas del urinario, lugar en el cual depositaron flores. Genet describe el evento de la siguiente forma:

Las revueltas, durante los disturbios de 1933, arrancaron una de las vespasianas más sucias, pero también de las más queridas. Estaba cerca del puerto y del cuartel, y la cálida orina de millares de soldados había corroído su chapa de metal. Al constatar su muerte definitiva, las Carolinas con chales, mantillas, trajes de seda y chaquetillas ajustadas acudieron a ella en solemne delegación para depositar un ramo de flores rojas anudado con un crespón de gasa. El cortejo partió del Paralelo, torció por la calle San Pablo, bajó por La Rambla hasta la estatua de Colón. Eran las ocho de la mañana, el sol iluminaba la escena. Las vi pasar y las acompañé de lejos. Sabía que mi puesto estaba en la comitiva: sus voces heridas, sus gritos de dolor, sus gestos exagerados, se proponían atravesar el espeso desprecio del mundo. Las Carolinas eran grandiosas: las Hijas de la Vergüenza. Llegadas al puerto, torcieron a la derecha en dirección al cuartel, y sobre la chapa herrumbrosa y hedionda del meadero público, sobre su chatarra muerta, depositaron las flores.
Jean Genet, Diario del ladrón.

## Reivindicación
Desde el siglo XXI, tanto la marcha de las Carolinas como la presencia de dichas travestis en la ciudad ha sido reivindicada como un evento histórico de la comunidad LGBT en Cataluña. En octubre de 2017 fue presentado el Programa Carolines, que busca proteger los derechos de personas trans en Barcelona y cuyo nombre es un homenaje a las Carolinas.
En 2020 la agrupación LGTBI.cat presentó un proyecto para instalar una réplica de una vespasiana en el final de La Rambla, frente al monumento a Colón y las Atarazanas, como conmemoración de la marcha de las Carolinas.